# Tmarus oblectator
Tmarus oblectator là một loài nhện trong họ Thomisidae.
Loài này thuộc chi Tmarus. Tmarus oblectator được Dmitri Viktorovich Logunov miêu tả năm 1992.